# Depot II von Dieskau

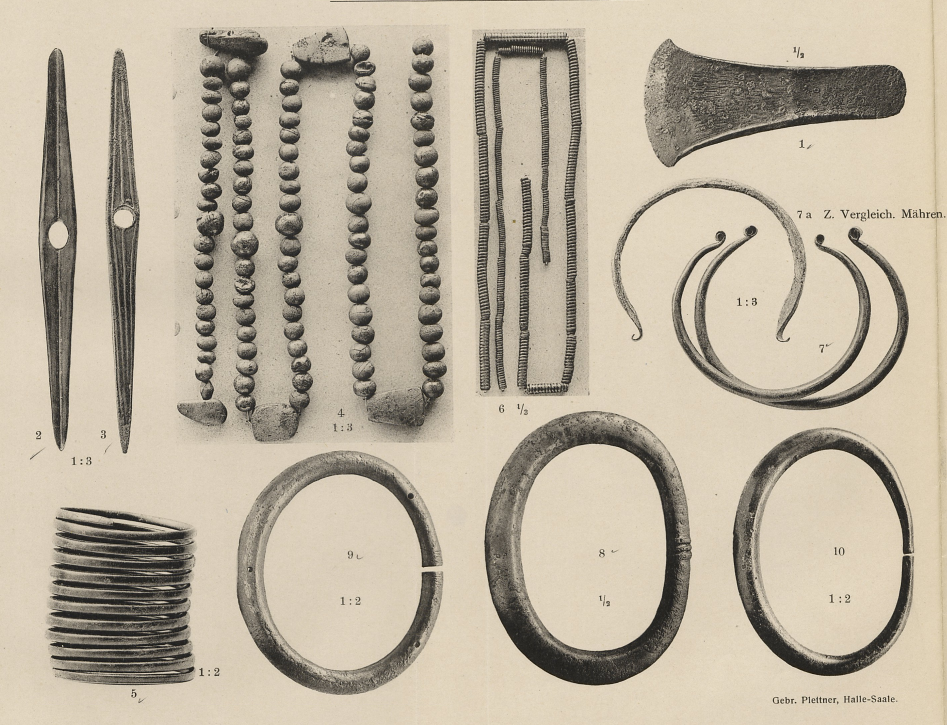
Depot II von Dieskau: Beile, Bernsteinkette, Armspirale, Spiralröllchen und Ringe

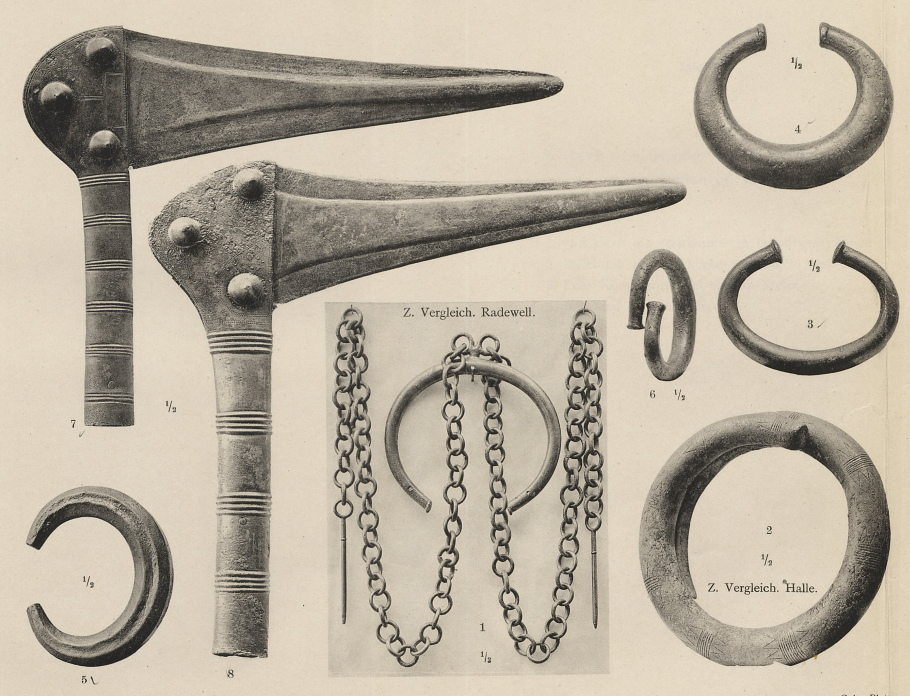
Depot II von Dieskau: Ringe und Stabdolche

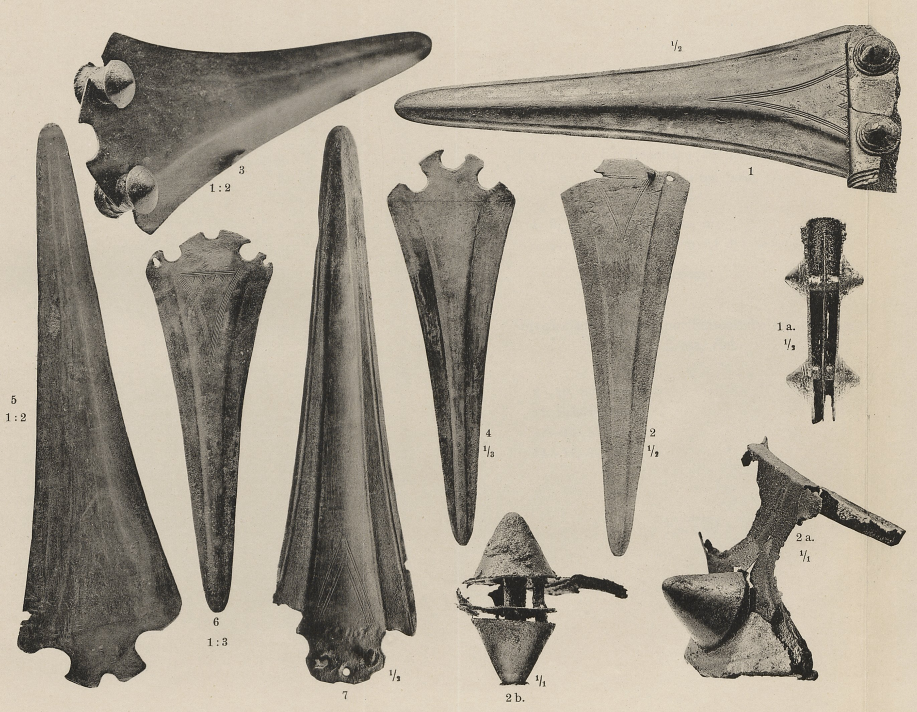
Depot II von Dieskau: Stabdolchklingen

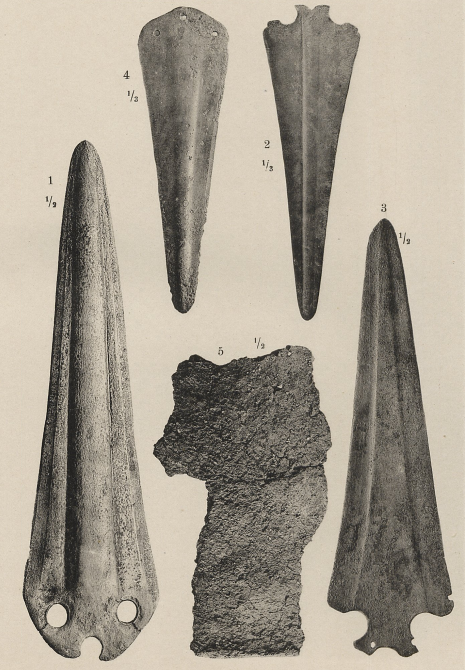
Depot II von Dieskau: Stabdolchklingen und Gefäßscherbe

Das Depot II von Dieskau (auch Hortfund II von Dieskau) ist ein Depotfund der frühbronzezeitlichen Aunjetitzer Kultur aus Dieskau, einem Ortsteil der Gemeinde Kabelsketal im Saalekreis (Sachsen-Anhalt). Es datiert in die Zeit zwischen 2000 und 1700 v. Chr.

## Fundgeschichte
Das vermutlich unvollständig erhaltene Depot wurde 1904 bei Ausheben einer Miete entdeckt. Anschließend gelangte es ins Landesmuseum für Vorgeschichte nach Halle (Saale), wo es heute Teil der Dauerausstellung ist.
Die Gegend um Dieskau ist äußerst reich an Funden der Aunjetitzer Kultur. An anderen Stellen des Ortes wurden 1874 ein Goldhort (Depot I) und 1937 ein weiterer bedeutender Hortfund (Depot III) mit Gegenständen aus Bronze entdeckt. Weiterhin befanden sich hier mehrere (im 19. Jahrhundert weitgehend abgetragene) Grabhügel, darunter der Bornhöck bei Raßnitz, der Grabhügel von Dieskau und der Hallberg zwischen Benndorf und Osmünde.

## Zusammensetzung
Das Depot wurde in einem Keramiktopf aufgefunden. Dieser enthielt 69 Gegenstände aus Bronze: 27 Ringe, zwei Armspiralen, drei Stabdolche und elf Stabdolchklingen, drei Beile und 23 Spiralröllchen. Weiterhin wurden 106 Bernstein-Perlen gefunden. Mit einem Gesamtgewicht von 16 kg stellen die Bronzegegenstände nach dem Depot von Bennewitz und dem Depot III von Dieskau eines der umfangreichsten Fundensembles aus Metallgegenständen der mitteldeutschen Frühbronzezeit dar.

## Filme
- Gaben an die Götter. Der Hort von Dieskau II | Museum exklusiv. Landesmuseum für Vorgeschichte Halle. In: YouTube. 18. Januar 2024, abgerufen am 18. Januar 2024.